# حارة جدر العليا الشرقية (صنعاء)

تعديل مصدري - تعديل

جدر العليا الشرقية هي إحدى حارات حي سدس احداق بمدينة الروضة شمال العاصمة اليمنية "صنعاء"، بلغ تعداد سكانها 1799 نسمة حسب تعداد اليمن لعام 2004.